# Mulinaccio
Mulinaccio è una frazione del comune di Vaglia nella città metropolitana di Firenze. La località deve il nome ad un mulino su un torrente vicino.
Situata lungo la via Faentina fra Vetta le Croci e Polcanto (frazione del comune di Borgo San Lorenzo), è un'enclave del territorio di Vaglia nella parte meridionale di Borgo San Lorenzo. Mulinaccio si trova sulla strada che conduce al Santuario di Montesenario, vicino al sentiero 63. Non lontana da Mulinaccio si trova Bivigliano, ai piedi di Monte Senario.
Dalla via Faentina, dopo l'abitato di Mulinaccio, inizia via delle Salaiole, che prende il nome dalla frazione Salaiole.